# えなりかずき
えなり かずき（1984年11月9日 - ）は、日本の俳優、タレント、司会者。本名及び旧芸名は江成 和己（読み同じ）。東京都世田谷区出身。江成正元は弟。愛称はえなりくん。

## 略歴
父は元ミュージシャンで、ジャズバンドのパーカッショニスト。
3歳の頃にバラエティ番組『志村けんのだいじょうぶだぁ』（フジテレビ）にて、子役としてデビューを果たす。
幼少期より出演した泉ピン子主演のテレビドラマ『渡る世間は鬼ばかり』（TBSテレビ）での小島五月・勇夫婦の長男、小島眞役の演技で「橋田ファミリー」の主要メンバーと認知され、ブレイク。
東海大学付属望星高等学校通信制課程を卒業後、1年浪人し、成城大学文芸学部文化史学科へ進学。浪人時は、代々木ゼミナールに通い一般入試を受け合格。入学後はほぼ毎日通学し最前列で講義を受ける。2008年3月、成城大学を卒業。
当初は本名の「江成和己」名義で活動していたが誤読されることが多かったため、芸名を平仮名の「えなりかずき」に改名した。
2007年4月11日付の夕刊紙『日刊ゲンダイ』での記事に、えなりは事実無根とし名誉毀損として約1100万円の損害賠償と謝罪記事の掲載を求めて東京地裁に提訴し半年後に和解した。日刊ゲンダイは記事は全て捏造であったと認め「本紙2007年4月11号に掲載したえなりかずき氏に関する記事で、同氏の発言として報じた部分及び、同氏支援者が同氏を接待する方法について述べた部分は、いずれも事実に基づかないものでした。 この記事により、同氏の名誉を侵害し、同氏に多大なご迷惑をおかけしたことを謹んでお詫びいたします」と10月7日付で謝罪した。

### 俳優以外の活動
2001年、つんく♂によるプロデュースでシングル「おいらに惚れちゃ怪我するぜ!」で歌手デビュー。同年の『第52回NHK紅白歌合戦』にも出場を果たした。
2003年8月25日・26日に情報番組『めざましテレビ』（フジテレビ系）にて、軽部真一の休暇期間中の代理キャスターとして出演。
2005年4月から、情報番組『サタデー生ワイド そらナビ』（CBCテレビ）の司会を務め、2007年4月から、ワイドショー番組『うふふのぷ』（関西テレビ）の司会を務めた。毎週土曜日には、午前中に大阪市内の同局本社スタジオで『うふふのぷ』へ出演してから、夕方に名古屋のCBC本社スタジオで『サタデー生ワイド そらナビ』の生放送へ臨んでいた。『サタデー生ワイド そらナビ』は、金曜午後の全国ネット番組『えなりかずき!そらナビ』へのリニューアル（2009年4月）を経て、2010年9月まで通算で5年半にわたって放送された。
2016年4月よりバラエティ番組『コレナンデ商会』（NHK Eテレ）において、メインキャラクターであるブルブルの声優を2022年3月の番組終了まで担当した。

## 人物
- 趣味はゴルフとアマチュア無線（識別信号は7L4UPM）[6]。ゴルフには幼少のころから親しみ、坂田塾の塾生でもあった。大学在学中もゴルフ部に所属するなどゴルフ歴は長く、ゴルフボールでリフティングすることができる。好きなゴルフ選手には杉原輝雄、田中秀道を挙げている[7]。2016年のザ・レジェンド・チャリティプロアマトーナメントでは２位に入賞した。なお、小学校5年生で空手初段を取得している[8]。
- テレビドラマ『天才バカボン』（日本テレビ）での共演がきっかけで上田晋也（くりぃむしちゅー）と親友となり[9]、2人きりで沖縄旅行や美術館に出かけるほどの仲である[10]。上田はえなりのことを自身の著書内で「プライベートで一番時間を共に過ごす友人」と語っている[11]。えなりと上田に関する仲良しエピソードは、上田がトークバラエティ番組『太田上田』（中京テレビ）において度々エピソードとして語っている[10]。
- 子役時代から服装・言動・趣味などにおいて年齢不相応にマセている「若者らしくないキャラクター」が評判である[要出典]。服装はシャツは襟付きで、ボタンは一番上まで留め、必ずベルトを締めて体調管理のためにズボン下まで履き、ゴルフウェアも着ることも多い[12]。
- 携帯電話を持たず、いわゆる「アナログ派人間」であると公言しており[13]、2025年時点でもICカード乗車券を持たず、公共交通機関を利用する場合は現金払いをしている。しかし、2009年11月18日にブログ『えなリズム』を開設した。
- 年金や医療問題に詳しく、『太田光の私が総理大臣になったら…秘書田中。』にマニフェスト提出者としてたびたび出演していた。
- チャーリー・チャップリンの映画が好きで、同じ作品を100回見るほどだという。小学3年生の時に『黄金狂時代』を観たのが最初で、大好きな作品に『独裁者』『ライムライト』を挙げている[14]。『ドラゴンボール』マニアでもある[6]。
- 自宅ではテレビを複数台並べて全テレビ局を同時に見る習慣がある。一台だけ音を出し、他は無音で映像を流しているだけで、気になった番組が流れている1台だけで音を出す。アンテナ線の分配がかなり大変らしく、分配による信号減衰に対抗してブースターを付けるなど、工夫して視聴システムを構築している。
- 芸歴が長いため、同世代から敬語を使われるがそれを嫌っており「同世代として仲良くやりたいんですよ！」と述べている。
- 自身のモノマネをされることは嫌っておらず、むしろ自らモノマネしている人に寄せてくるため「えなりのモノマネのマネをするえなり」という奇妙な状況になることがある。「そんなこと言ったって、しょうがないじゃないか」はものまねタレントのホリが（えなりが言いそうなフレーズとして）使い出したものだが、えなりも「だって、しょうがないじゃないか」と自ら言うようになっている[15]。
- 女優の松下由樹のファンで、プロゴルファーの東尾理子も気になる存在と述べている[16]。『コメディーお江戸でござる』で共演した由紀さおり、長山洋子とはメル友同士という[17]。
- 赤穂浪士47人の全員の名前を暗記しているという特技を持っている。
- 大学受験では、法政大学と成城大学に合格し、成城大学に進学した。
- 大学での同期である枡田絵理奈とは在籍学部こそ異なるものの、在学中から共通の知り合いを通じて面識があった。枡田が4年半アシスタントを務めてきた料理バラエティ番組『チューボーですよ!』（TBSテレビ）を卒業する際にはゲストで登場し、枡田の卒業を祝した[18]。
- 漫画作品『アイアムアヒーロー』において、えなりそっくりの漫画編集者が登場する。

## 出演

### テレビドラマ
- ホットドッグ（1990年4月19日 - 6月28日、TBSテレビ） - 中西卓 役（連続ドラマ初出演）
  - テキ屋の信ちゃん（1991年9月23日 - 1995年10月2日、TBSテレビ スペシャル） - 中西卓 役
- 渡る世間は鬼ばかり（1990年 - 2019年、TBS 連続ドラマ（シリーズ10作）・スペシャル（6作）） - 小島眞 役
- 花王 愛の劇場（TBSテレビ）
  - ああ母さん（1992年1月6日 - 2月21日）
  - ひとり家族（1994年9月5日 - 10月28日）
- 八丁堀捕物ばなしⅡ 第7話「黄八丈」（1996年6月5日、フジテレビ） - 謙之助 役
- 番茶も出花 第7話 - 第17話・最終話（1997年11月13日 - 1998年2月5日・3月26日、TBSテレビ） - 川本和 役
- 土曜ワイド劇場 想いでかくれんぼ（2000年3月4日、テレビ朝日 特別企画 橋田寿賀子2000年ドラマスペシャル） - 貞治 役
- 最後の夏休み（2001年8月18日、日本テレビ 24時間テレビ 「愛は地球を救う」 スペシャルドラマ） - 健作 役
- アンティーク 〜西洋骨董洋菓子店〜（2001年10月8日 - 12月17日、フジテレビ） - 吉永正太 役
- 金曜エンタテイメント えなりかずきの少年探偵 事件でござる（2002年5月17日・2003年2月7日・10月3日、フジテレビ） - 主演・小林真一 役
- 父さんの夏祭り（2002年8月17日、日本テレビ 24時間テレビ 「愛は地球を救う」 スペシャルドラマ） - 大屋徹 役
- ほんとにあった怖い話・春の恐怖ミステリー「闇からの電話」（2003年4月8日、フジテレビ） - 主演・黛大介 役
- 娘よ（2003年9月18日、TBSテレビ 愛と絆の人間ドラマ特別企画） - 小林弘 役
- マグロ☆ボーイズ（2004年1月4日、テレビ朝日 文芸社新春ドラマスペシャル） - 主演・杉田 役
- えなりかずきの一休さん（2004年1月8日、フジテレビ） - 主演・一休 役
- 弟 第3夜（2004年11月19日、テレビ朝日 開局45周年記念スペシャルドラマ） - 牛乳配達員 役
- ブラザー☆ビート 第10話（2005年11月10日、TBSテレビ）
- 裁判員制度、もしもあなたが裁判員に選ばれたら?（2007年10月7日、日本テレビ 行列のできる法律相談所 秋の2時間スペシャル） - 主演・寺本 役
- まるまるちびまる子ちゃん 第27話（2008年1月24日、フジテレビ） - 教育実習生・田所一太郎 役
- 月曜ゴールデン 弁護士 一之瀬凛子（2008年6月30日・2010年1月18日・12月6日、TBSテレビ） - 梅木公平 役
- ぴったんこバスジャック事件（2009年2月17日、TBSテレビ ぴったんこカン・カン 3時間スペシャル） - 小島眞 役
- 恋なんて贅沢が私に落ちてくるのだろうか? 第1話 - 第3話（2012年3月16日 - 4月13日、フジテレビTWO） - 天津敏也 役
- パパドル!（2012年4月19日 - 6月28日、TBSテレビ） - 脇坂正平 役
- おはなしのくにクラシック「徒然草」（2012年5月28日、NHK Eテレ） - 兼好法師 役
- 新春ワイド時代劇 白虎隊〜敗れざる者たち（2013年1月2日、テレビ東京） - 吾助 役
- 濃姫II〜戦国の女たち（2013年6月23日、テレビ朝日 ドラマスペシャル） - 木下藤吉郎 役
- LEADERS リーダーズ（2014年3月22日・23日、TBSテレビ ドラマスペシャル） - 島原清吉 役
  - LEADERS リーダーズII（2017年3月26日）
- ごめんね青春!（2014年10月12日 - 12月21日、TBSテレビ） - 原一平 役
- まんまこと〜麻之助裁定帳〜（2015年7月16日 - 10月1日、NHK総合） - 巳之助 役
- デート〜恋とはどんなものかしら〜2015夏 秘湯（2015年9月28日、フジテレビ） - 日下部 役
- 天才バカボン〜家族の絆（2016年3月11日、日本テレビ） - イケメン（結婚前のバカボンのパパ） 役[19]
- 鼠、江戸を疾る2 第3回（2016年4月28日、NHK総合） - 松助 役
- 瀬戸内少年野球団（2016年9月17日、テレビ朝日 ドラマスペシャル） - 正木次郎 役
- コック警部の晩餐会（2016年10月20日 - 12月22日、TBSテレビ） - 猫田典雄 役[20]
- サヨナラ、えなりくん（2017年5月1日 - 7月3日、テレビ朝日） - えなりくん 役[21]
- 居酒屋もへじ6〜ありがとう 父ちゃん〜（2017年8月28日、TBSテレビ） - 楠田拓（若旦那） 役
- 男の操 第4回（2017年12月3日、NHK BSプレミアム） - レッスンプロ 役
- バイプレイヤーズ 〜もしも名脇役がテレ東朝ドラで無人島生活したら〜 第2話（2018年2月14日、テレビ東京） - えなりかずき（本人役）
- 指定弁護士（2018年9月23日、テレビ朝日 ドラマスペシャル） - 一ツ木隆司 役[22]
- 遺留捜査 スペシャル（2018年11月11日、テレビ朝日） - 杉田義明 役
- G線上のあなたと私 第5話（2019年11月12日、TBSテレビ） - 白鳥敬一 役[23]
- 知らなくていいコト 第2話（2020年1月15日、日本テレビ） - 山際篤夫 役
- 孤独のグルメ  Season10 第4話（2022年10月28日、テレビ東京） - 原田洋一 役
- ひとりぼっち -人と人をつなぐ愛の物語-（2023年4月9日、TBSテレビ） - 川原亮太 役[24]
- 連続テレビ小説 ブギウギ 第46回 - 第71回（2023年12月4日 - 2024年1月12日、NHK） - 二村 役[25][26][27]
- Qrosの女 スクープという名の狂気（2024年10月7日 - 12月9日、テレビ東京） - 小島大喜 役
- アイシー〜瞬間記憶捜査・柊班〜（2025年1月21日 - 3月25日、フジテレビ） - 小金井大 役[28]
- わが家は楽し（2025年3月13日、TBSテレビ） - 濱口雄太 役[29]
- 藤子・F・不二雄 SF短編ドラマ シーズン3「オヤジ・ロック」（2025年3月26日、NHK BSプレミアム4K） - 主演・セールスマン 役[30]
- 大河ドラマ べらぼう〜蔦重栄華乃夢噺〜 第21回 - （2025年6月1日 - 、NHK） - 松前道廣 役[31]

### 配信ドラマ
- アイシー～妄想記憶捜査・小金井大～（2025年3月25日、FOD） - 主演・小金井大 役[32]

### 吹き替え
- アーサーとミニモイの不思議な国（2007年9月22日、アスミック・エース） - ベタメッシュ 役[33]

### バラエティ番組など
現在のレギュラー
- くりぃむクイズ ミラクル9（2015年8月26日 - 、テレビ朝日） - 不定期出演→レギュラー
- 木7◎×部（2023年10月26日 - 、フジテレビ）[34]

過去のレギュラー
- コメディーお江戸でござる（1995年 - 2002年、NHK総合） - 小僧・丁稚 役等
- わらいのじかん2（2000年4月29日 - 9月16日、テレビ朝日） - 松本かずき 役
- 新堂本兄弟（2001年 - 2015年、フジテレビ） - キーボード担当（不定期出演）
- ザ!激闘!大家族!!（2002年7月20日 - 9月21日、TBSテレビ） - 司会
- 脳内エステ IQサプリ（2004年 - 2009年、フジテレビ） - 準レギュラー
- クイズ日本の顔（2006年4月11日 - 2007年3月13日、NHK総合） - 司会
- 太田光の私が総理大臣になったら…秘書田中。（2006年 - 2010年、日本テレビ）
- 時代劇ニュース オニワバン!（2012年11月5日 - 2016年6月26日、時代劇専門チャンネル） - 司会

特別番組
- 志村けんのだいじょうぶだぁ（1988年、フジテレビ）（子役デビュー、テレビ初出演）
- 徳光和夫VSえなりかずき・本気新春ゴルフ対決!!（テレビ東京、2002年1月1日・2003年1月1日）
- 一泊二日で五運成就!? よくばり開運ツアー（2013年 - 2015年、テレビ朝日） - 進行

### 教育番組
- ポンキッキーズ（1993年 - 1994年 、フジテレビ） - 不定期出演
- コレナンデ商会（2016年4月 − 2022年3月 、NHK Eテレ） - ブルブル（声）役
  - コレナンデ サンデー（2018年4月 − 2021年3月、NHK Eテレ） - ブルブル（声）役

### NHK紅白歌合戦出場歴
| 年度/放送回               | 回 | 曲目                        | 出演順 | 対戦相手 |
| ------------------------- | -- | --------------------------- | ------ | -------- |
| 2001年（平成13年）/第52回 | 初 | おいらに惚れちゃ怪我するぜ! | 01/27  | 松浦亜弥 |

注意点
- 出演順は「出演順/出場者数」で表す。

### 報道・情報番組
- はなまるマーケット（TBSテレビ）
- 王様のブランチ（TBSテレビ、2001年1月 - 2004年3月）- 隔週レギュラー
- みのもんたの朝ズバッ!（月曜日コメンテーター、 - 2006年3月、TBSテレビ）
- サタデー生ワイド そらナビ（司会、2005年4月 - 2009年3月、CBCテレビ）
- うふふのぷ（司会、2007年4月 - 2008年3月、関西テレビ放送）
- 古代エジプト三大ミステリー（不定期、2007年 - 、日本テレビ）
- 水曜ノンフィクション（ゲストコメンテーター、2009年1月28日、TBSテレビ）
- SUPER SURPRISE（水曜→月曜司会、2009年4月 - 2010年3月、日本テレビ）
- ひるおび!・えなりかずき!そらナビ（司会、2009年4月 - 2010年9月、CBCテレビ）
- ぶらり途中下車の旅（ナレーター、2008年5月24日・5月31日、日本テレビ）- 滝口順平の代理
- 列島発!第2のふるさと新発見〜夢を追った僕らの挑戦〜（司会、2009年12月23日、TBSテレビ）
- NNN Newsリアルタイム（ゲスト、2010年1月11日、日本テレビ）
- ゆうがたLIVE ワンダー（不定期コメンテーター、2015年8月7日 - 2015年9月23日、関西テレビ）

### ラジオ番組
- 大沢悠里のゆうゆうワイド（2001年3月20日、2011年11月15・16日[35]、TBSラジオ） - 大沢悠里不在時の代理パーソナリティ
- えなりかずきのスポーツBOMBER!→えなりとヨーコのスポーツBOMBER!（2001年10月 - 2002年3月/2002年10月 - 2003年3月、TBSラジオ）
- えなりと氷川 みんなのミカタ（2002年4月 - 2002年9月、TBSラジオ）
- 安住紳一郎の日曜天国（2012年2月26日・2018年10月14日、TBSラジオ） - 11時台トークコーナー「ゲストdeダバダ」ゲスト
- SOUNDS OF STORY〜ASADA JIRO LIBRARY〜 「悪魔」（2014年3月15日、J-WAVE）[36]

### ラジオドラマ
- FMシアター「柿の木の下で」（1998年12月5日、NHK-FM）[37]
- おはなしの旅 うさぎ～まど・みちお作品集（2003年8月25日、NHKラジオ第2）[38]
- FMシアター「隣の魔女」（2022年2月19日、NHK-FM）[39]

### CM
- 味の素「ほんだし」（1993年 - 1994年）※ 三田佳子・遠野凪子らと共演
- サントリーフーズ「なっちゃん」『連ドラ篇』（1999年）※ 田中麗奈と共演。
- 総務省 キャンペーン（2001年）
- ネスレコンフェクショナリー「ネスレクランチ」『えなり君 合コンデビュー篇』（2001年）
- マルコメ
- ハウス食品
  - 「極つゆラーメン」（2001年 - 2002年）※ 氷川きよしと共演。
  - 「ククレカレー」「加哩屋カレー」（2001年 - 2004年）
  - 「旨もろこし・あっさり塩味」（2005年）
- 丸八真綿「システマ・マティス」「松竹梅鶴亀・祝」「スペースシャトルファーベットン」（2005年）
- 花王「リリーフ」（2006年 - 2009年）
- ノーベル製菓「はちみつきんかんのど飴」（2008年） - 歌のみ。
- ヤマダデンキ（2012年 - 2018年）※ 高橋尚子と共演[40]。
- ENEOSmio『Dr.Drive車検 まじめで安心』篇（2012年）※ 水川あさみ・エネゴリと共演。
- Uber Eats『バス停編』、『ものまね編』（2021年）※ ゆりやんレトリィバァと共演[41]。

### 音楽CD
- 「おいらに惚れちゃ怪我するぜ!」（2001年8月8日、シングル、東芝EMI）
作詞/作曲・つんく。オリコン最高93位。カップリング曲は「えなりかずきの子守唄」。
後に、つんく♂はTHE つんくビ♂トとして、コンサートで熱唱した。
- 「温泉に行きたい」（2002年7月10日、シングル、東芝EMI）
作詞・麻こよみ、作曲・水森英夫。
- 「おーい空よ/だから毎日おもしろい」（2008年2月27日、シングル、バウンディ）
根本美緒とのデュエット。作詞/作曲・村上明彦。
「おーい空よ」はCBC『サタデー生ワイド そらナビ』→『ひるおび!・えなりかずき!そらナビ』テーマソング。「だから毎日おもしろい」はノーベル製菓「はちみつきんかんのど飴」CMソング。

### ゲーム
- ハリー・ポッターと秘密の部屋（2002年11月23日、PlayStation 2・PlayStation・ニンテンドー ゲームキューブ・ゲームボーイアドバンス・Microsoft Windows） - トム・リドル 役

## 著書
- えなりかずきのしっかりしろ!（ブックマン社、2001年）
- えなりですどうも! 青春汗かき五分刈りエッセイ（東京放送、双葉社、2001年）